# أولاد أعلي أمحمد (دار أولاد زيدوح)
أولاد أعلي أمحمد هي إحدى مشيخات المملكة المغربية، تتبع جغرافيا لإقليم الفقيه بن صالح وإداريًا لدار أولاد زيدوح. يقدر عدد سكانها بـ 6656 نسمة حسب الإحصاء الرسمي للسكان والسكنى لسنة 2004.